# Fontaneda
Fontaneda é uma localidade de Andorra, situada na paróquia de Sant Julià de Lòria. Sua população em 2015 foi estimada em 110 habitantes.